# USS Constitution
La USS Constitution, detta "Old Ironsides" è una fregata pesante a tre alberi, in legno, della United States Navy. Battezzata in omaggio alla Costituzione degli Stati Uniti d'America, è la nave più antica al mondo in grado di navigare ed è la seconda più vecchia in servizio (la nave più antica è la britannica HMS Victory e si trova in un bacino di carenaggio a Portsmouth). 
La Constitution fu una delle sei fregate originali autorizzate alla costruzione dal Naval Act del 1794. Joshua Humphreys le progettò per essere le navi capitali della marina e quindi la Constitution e le sue sorelle furono più grandi e meglio armate delle fregate standard dell'epoca. Per un certo periodo alla Constitution venne assegnato il numero di classificazione di scafo IX-21 ("IX" significa "Miscellanea non classificata"), ma venne riclassificata "nessuna" il 1º settembre 1975.

## Storia

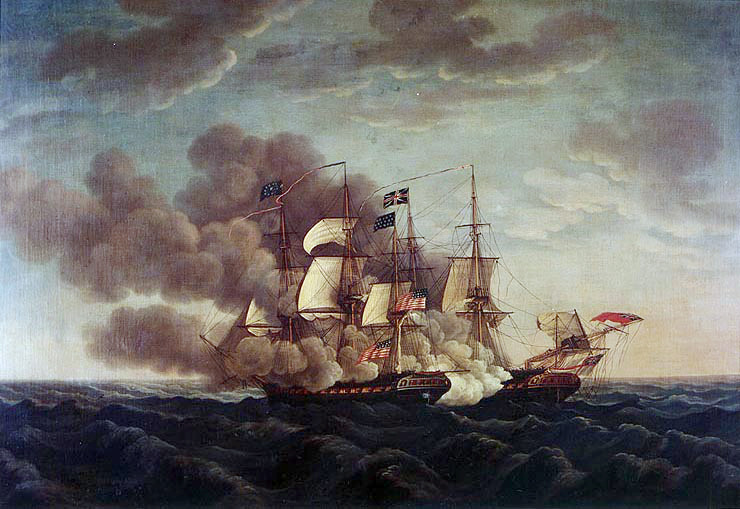
Michel Felice Corne: La Constitution abbatte l'albero di mezzana della Guerriere

La Constitution venne costruita nel cantiere navale di Edmund Hart a Boston, Massachusetts con assi di leccio della Virginia spesse fino a 178 mm. Fu varata il 21 ottobre 1797 ed entrò in servizio il 22 luglio 1798. Il suo primo servizio fu il pattugliamento delle coste sudorientali degli Stati Uniti durante la guerra non dichiarata con la Francia del 1798-1800.
Nel 1803 venne designata come nave ammiraglia dello squadrone del mar Mediterraneo sotto il comando del capitano Edward Preble e servì nel corso della prima guerra barbaresca contro gli Stati barbareschi del Nordafrica che chiedevano il pagamento di tributi dagli Stati Uniti, in cambio del permesso dell'accesso delle navi mercantili ai porti mediterranei. Preble iniziò una campagna aggressiva contro Tripoli bloccando i porti e bombardando fortificazioni. Infine Tripoli, Tunisia e Algeria accettarono di firmare un trattato di pace.
Dopo la guerra contro i barbareschi, riposò a Livorno da cui poi partì il 12 luglio 1802 (tornò nella rada del porto labronico nel 1849 e salvò numerosi patrioti livornesi in fuga dagli austriaci).
La Constitution pattugliò la costa del Nordafrica per due anni dopo il termine della guerra, per far rispettare i termini del trattato.
Ritornò a Boston nel 1807 per due anni di raddobbi. La nave venne rimessa in servizio come nave ammiraglia dello squadrone del Nord Atlantico nel 1809 al comando del commodoro John Rodgers.
All'inizio del 1812 le relazioni con il Regno Unito si erano deteriorate e la Marina iniziò a prepararsi per la guerra che venne dichiarata il 20 giugno. Il capitano Isaac Hull che era stato nominato ufficiale comandante della Constitution nel 1810 prese il mare il 12 luglio per prevenire il blocco dei porti. La sua intenzione era di unirsi alle cinque navi dello squadrone di Rodgers.
Il 17 luglio la Constitution avvistò cinque navi al largo di Egg Harbor nel New Jersey. Il mattino seguente le vedette avevano determinato che si trattava di uno squadrone britannico che aveva a sua volta avvistato la Constitution e che si era messa al suo inseguimento. Trovandosi in bonaccia, Hull e il suo equipaggio misero in mare le barche per trainarla fuori tiro. Tonneggiando tenendosi sull'ancorotto (tecnica per trainare o far virare una nave usando l'ancorotto) e bagnando le vele per sfruttare ogni alito di vento la Constitution iniziò a guadagnare lentamente vantaggio contro i britannici. Dopo due giorni e due notti di incessante lavoro sfuggì infine ai suoi inseguitori.
Un mese più tardi, il 19 agosto incontrò la fregata HMS Guerriere al largo della Nuova Scozia e ingaggiò battaglia, riducendola dopo 20 minuti ad uno scafo privo d'alberi, così gravemente danneggiata da non valere la pena di essere trainata in porto. Hull usò efficacemente le sue bordate più pesanti e la superiore capacità di manovra della sua nave, mentre i britannici assistettero sgomenti alle loro bordate che rimbalzavano apparentemente senza effetto dalle fiancate della Constitution, che si guadagnò così il soprannome di Old Ironsides ("vecchia fianchi di ferro").
Nel dicembre, al comando di William Bainbridge, affrontò la HMS Java, un'altra fregata britannica. Dopo tre ore di scontro la Java era così danneggiata da essere irreparabile e venne data alle fiamme. Le vittorie della Constitution furono di grande sostegno al morale americano.
Nonostante abbia dovuto trascorrere molti mesi in porto, o a causa di riparazioni o a causa di blocchi navali, al comando di Charles Stewart la Constitution catturò altre otto navi prima della dichiarazione della pace nel 1815, inclusi una fregata ed uno sloop britannici che navigavano insieme e che combatté simultaneamente. Dopo sei anni di estensive riparazioni ritornò in servizio come nave ammiraglia dello squadrone del Mediterraneo. Ritornò in porto a Boston nel 1828.
Nel 1830 venne giudicata non in grado di navigare, ma l'indignazione pubblica alla raccomandazione che venisse smantellata (specialmente dopo la pubblicazione del poema Old Ironsides di Oliver Wendell Holmes), spinse il congresso a decidere di ricostruirla e nel 1835 rientrò in servizio. Servì come nave ammiraglia nel Mediterraneo e nel Sud Pacifico e compì un viaggio di 30 mesi intorno al mondo nel marzo 1844.
Negli anni 1850 pattugliò la costa africana in cerca di schiavisti e durante la Guerra di secessione americana servì come nave scuola per gli allievi dell'Accademia navale.
Dopo un altro periodo di ricostruzioni, nel 1871 trasportò beni per l'Esposizione Universale di Parigi del 1877 e servì nuovamente come nave scuola. Venne ritirata dal servizio nel 1882 e servì come nave ricevimenti a Portsmouth nel New Hampshire. Ritornò a Boston per celebrare il suo centennale nel 1897.
Nel 1905 l'opinione popolare la salvò nuovamente dalla demolizione; nel 1925 venne restaurata grazie alle donazioni di scuole e gruppi patriottici. Rimessa in servizio il 1º luglio 1931 venne trainata in un tour di 90 città portuali lungo la costa atlantica e pacifica degli Stati Uniti. Dal 1920 al 1923 venne rinominata Old Constitution, per liberare il suo nome per un nuovo incrociatore da battaglia in corso di costruzione, ma che non venne mai completato.
Più di 4.600.000 persone la visitarono durante il suo viaggio durato tre anni. Essendo ormai un'icona americana ritornò al suo porto di Boston. Nel 1941 venne messa in servizio permanente e nel 1954 un atto del Congresso rese il Segretario della Marina responsabile del suo mantenimento. Attualmente è ancorata nel vecchio cantiere navale di Charlestown a Boston. È aperta al pubblico per visite (per maggiori informazioni vedi il sito indicato sotto).
Dal 1992 al 1995 venne raddobbata e revisionata e riportata alla piena capacità di navigare. La revisione fu molto meno intensiva di quella della Constellation, dato che la Constitution era in forma migliore.
Il 21 luglio 1997 durante le celebrazioni per il suo duecentesimo compleanno la Constitution riprese il mare per la prima volta in oltre un secolo. Venne trainata dal suo ormeggio fino a Marblehead, quindi innalzò sei vele (fiocchi, vele di gabbia e driver) e si mosse senza assistenza per un'ora sparando 21 salve.

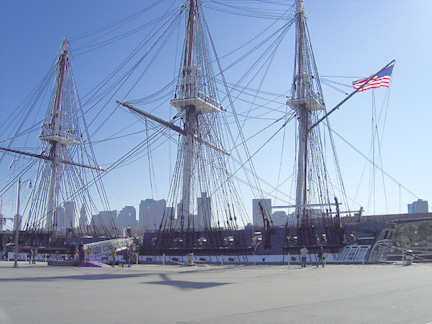
Ormeggiata a Boston

Il ruolo moderno della Constitution è quello di "nave di Stato". Incaricata di promuovere la marina, viene visitata annualmente da milioni di visitatori. Il suo equipaggio di 55 marinai partecipa a cerimonie, programmi educativi ed eventi speciali, mantenendo la nave aperta al pubblico ed organizzando giri guidati. È ancora un vascello in servizio attivo della US Navy. L'equipaggio è composto da marinai in servizio attivo e l'assegnamento a questa nave viene considerato un incarico speciale nella marina. Tradizionalmente il titolo di capitano viene assegnato ad un capitano in servizio attivo della marina.

## Leggende metropolitane
Il 6 agosto 1997 il segretario della marina John H. Dalton in un discorso sulla Constitution affermò che durante la guerra del 1812 navigò da Boston fino alla Giamaica e alle Azzorre portoghesi sconfiggendo cinque navi da guerra ed affondando dodici mercantili britannici, prima di dirigersi in Scozia per assaltare una distilleria di whisky, per poi ritornare al porto di Boston il 23 febbraio. Il punto della storia era di esaltare lo "spirito" (anche alcolico) della marina e dei marine. Comunque, nonostante la storia sia ricca di dettagli specifici e venga spesso riportata in Internet (ad esempio in siti di storia navale), essa è quasi sicuramente falsa. Non ci sono registrazioni storiche secondo cui abbia mai navigato nelle vicinanze della Scozia, né che abbia ingaggiato battaglia con così tante navi da guerra. Per non menzionare il fatto che in base ai numeri del discorso ogni membro dell'equipaggio avrebbe dovuto consumare sette litri di alcool al giorno.
Alcune versioni della storia fissano il viaggio nel 1812-1813, mentre altre indicano il 1779-1780 (particolarmente poco probabile perché la nave venne varata nel 1797). L'origine esatta di questa storia è poco chiara. Alcuni affermano che venne stampata in un articolo edito dalla US Navy, sebbene possa essere semplicemente un abbellimento della leggenda metropolitana. Un'altra fonte che viene riportata è l'"U.S. Atlantic Command, Joint Training, Analysis and Simulation Center."